# Quirino
Na mitologia romana, Quirino (em latim: Quirinus) foi um antigo deus que representava o Estado romano. Na Roma de Augusto, Quirino também foi um epíteto de Jano, como Jano Quirino (Janus Quirinus).
Em algumas fontes, Quirino é associado ao deus grego Enialio. 
Seu nome viria de quiris, que significa "lança". Outra teoria propõe que seria derivado de co-viri ("homens juntos"); na medida em que ele personificava a força militar e econômica do populus romano coletivamente. Também alertava a curia ("casa do senado") e a assembleia curiata — termos que seriam cognatos de seu nome.
A esposa de Quirino era Hora. Na arte, era representado como um homem com barba e com roupa religiosa e militar.
Por vezes associado com a murta-comum, seu festival era a Quirinália, realizada no no dia 17 de fevereiro. Quirino foi citado na Eneida, de Virgílio.

## História
Supõe-se que Quirino tenha sido originalmente um deus da guerra sabino. Os sabinos tinham uma colônia próxima ao local onde Roma foi fundada, e ergueram um altar ao deus no Collis Quirinalis (monte Quirinal), uma das sete colinas de Roma. Quando os romanos povoaram a região, acabaram por absorver o culto de Quirino ao seu sistema de crenças arcaico - anterior à influência grega - e, ao fim do século I a.C., Quirino já era considerado como sendo Rômulo deificado. Logo se tornou um importante deus do Estado romano, sendo incluído na mais antiga precursora da Tríade Capitolina, juntamente com Marte (então o deus da agricultura) e Júpiter. Varrão comenta a respeito do Capitolium Vetus ("Antigo Capitólio"), um culto arcaico praticado no Quirinal e dedicado a Júpiter, Juno e Minerva, sobre o qual Marcial faz um comentário referente à diferença entre o "antigo Júpiter" e o "novo" (o Júpiter posterior à influência grega, equivalente a Zeus).
Em períodos posteriores, no entanto, Quirino se tornou bem menos importante, e perdeu seu lugar para a Tríade Capitolina mais conhecida (com Juno e Minerva tomando o lugar de Quirino e Marte). Mais tarde os próprios romanos começaram a se afastar do sistema de crenças estatais, favorecendo cultos mais pessoais e místicos (como os de Dioniso/Baco, Cibele e Ísis), até que Quirino passou a ser venerado quase que exclusivamente por seu flâmine, o flâmine quirinal (flamen Quirinalis), que continuava a ser um dos patrícios considerados flâmines maiores, superiores em importância ao pontífice máximo (pontifex maximus).

## Legado
Séculos depois da queda do Império Romano, o monte Quirinal, em Roma, permaneceu associado com o poder - tendo sido escolhido como a sede da casa real, após a tomada da cidade pelos Saboia, e posteriormente como a residência dos presidentes da República Italiana, o Palácio do Quirinal.